# Mellanvärd
Mellanvärd är en växt eller ett djur, där en parasit genomgår en del av sin utveckling, för att sedan återgå till den ursprungliga värden. Det har visat sig att parasiten i vissa fall kan påverka sin mellanvärd till fördel för den egna utvecklingen.
Den obeväpnade binnikemasken har t. ex. nötkreatur som mellanvärd och  utvecklas där till dynt. Könsmogen mask blir den sedan i tarmen hos människan, som är slutlig värd.
De flesta bladlöss har en obligatorisk värdväxling.